# Caius Plautius Venox
Caius Plautius Venno est un homme politique romain de la fin du IVe siècle av. J.-C. de la gens plébéienne des Plautii.
Un Lucius Plautius est élu censeur en 312 av. J.-C. au côté d'Appius Claudius Caecus.
Jusqu'en 312 av. J.-C., les Romains se contentent des eaux du Tibre, de puits et de sources, qui sont des objets de vénération et de culte pour eux, car l'on croyait que cela rendait la santé aux malades. C'est sous le premier consulat de Marcus Valerius Maximus Corvinus et Publius Decius Mus, que les deux censeurs lancent la construction de l'aqueduc Appia.
Il abdique la censure au bout de 18 mois comme le veut la tradition, croyant que son collègue en ferait autant, mais Appius Claudius Caecus se maintient et a seul l'honneur de donner son nom à l'aqueduc,.

## Sources